# Cavalgada das Valquírias

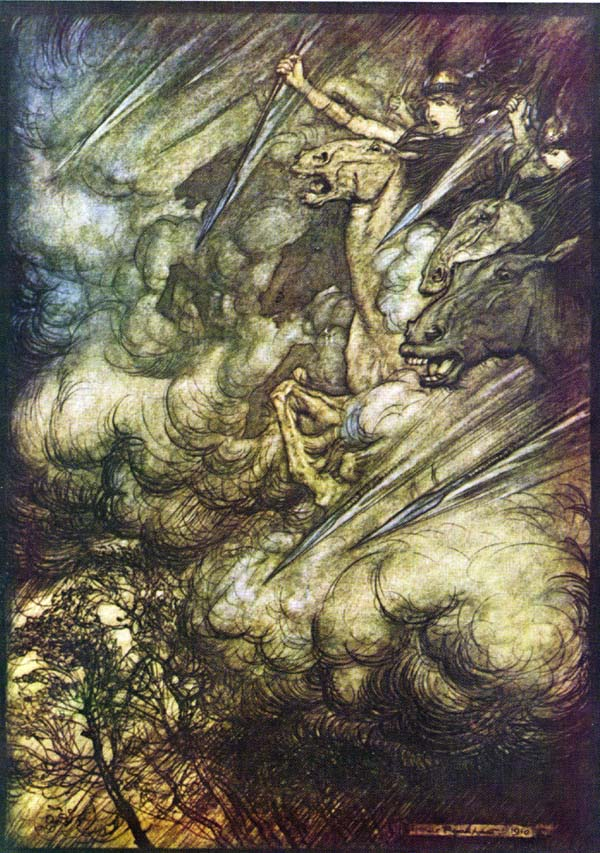
Ilustração de Arthur Rackham para a Cavalgada das Valquírias

Cavalgada das Valquírias (em alemão: Walkürenritt ou Ritt der Walküren) é a denominação popular para o início do ato III da ópera Die Walküre (A Valquíria), a segunda das quatro óperas compostas por Richard Wagner que compõem Der Ring des Nibelungen. O tema principal da cavalgada, o leitmotiv Walkürenritt, foi escrito originalmente em 23 de julho de 1851. Um esboço preliminar da composição foi composto em 1854, como parte da ópera, que foi completamente orquestrada no início de 1856.
Separadamente, a Cavalgada costuma ser ouvida em uma versão puramente instrumental, já tendo sido limitada a um mínimo de três minutos. Junto com o coro nupcial de Lohengrin, a Cavalgada das Valquírias é uma das obras mais conhecidas de Wagner.

## Cultura popular
A Cavalgada das Valquírias tem sido frequentemente usada como tema musical em produções cinematográficas e televisivas, desde 1915 com O Nascimento de uma Nação de D. W. Griffith. Durante a Segunda Guerra Mundial foi utilizada em dois noticiários semanais alemães (Die Deutsche Wochenschau), tematizando a Batalha de Creta e o bombardeamento da linha ferroviária Moscou-São Petersburgo . 
Mais recentemente, fez parte da trilha sonora no filme Apocalypse Now (1979), na cena em que uma esquadrilha de helicópteros ataca uma vila vietnamita. Desde então, tem sido usada em diversos filmes, jogos eletrônicos e comerciais.  Exemplos de uso incluem Valkyrie (2008), Lord of War (2005), Casper (1995), 8½ (1963), Watchmen (2009), Hearts of Iron (2002) e Hearts of Iron III (2009). No jogo Full Throttle (1995), aparece como trilha sonora da cena onde Ben usa um exercício de coelhos mecânicos para ultrapassar um campo minado.
Em 24 de fevereiro de 2012 a Lew'Lara\TBWA produziu uma continuação da propaganda Pôneis Malditos para a Nissan - promovendo a linha 2012/2013 da Nissan Frontier e satirizando a Cavalgada -, com o título Cavalgada dos Pôneis Malditos.